# オリオン座デルタ星
オリオン座δ星は、オリオン座の恒星で2等星。オリオン座の「三つ星」と呼ばれる恒星の中で最も西に位置する。

## 特徴
ほぼ天の赤道上にあるので、ほぼ真東からのぼり、ほぼ真西に沈む。
5つ以上の星からなる多重連星系と考えられている。δ星Aは三重連星で、5.732日の周期で周回するAa1とAa2からなるAa星系の周囲をAbが346年以上の周期で周回している。A星は、Aa1とAa2が互いに掩蔽し合うことで変光するアルゴル型変光星に分類される。この他に、δ星BとB型主系列星のδ星Cが存在する。
位置天文衛星ヒッパルコスによる観測結果では、太陽系から約690光年（約212パーセク）の位置にあるとされるが、δ星系が属すると考えられているオリオン座OBアソシエーションの他の恒星は約1,240光年（約380パーセク）以上の距離にあると考えられており、正確な距離はわかっていない。また、2018年に公開されたガイア計画の第2期データでは、δ星Bは約1270光年、δ星Cは約940光年の距離にあるとされており、この数値が正しければC星は連星系を成していない可能性が高い。
以下の表は、太陽系からの距離を約1240光年とした場合のδA星系のパラメータである。
| 指標         | 構成要素         | 構成要素       | 構成要素       | 構成要素 |
| 指標         | Aa1              | Aa2            | Ab             |          |
| ------------ | ---------------- | -------------- | -------------- | -------- |
| スペクトル型 | O9.5II           | B1V            | B0IV           |          |
| 絶対等級     | -5.74 ± 0.13     | -3.0 ± 0.5     | -4.5 ± 0.4     |          |
| 質量 (M☉)    | 24 +10 −8        | 8.4            | 22.5 +24 −14   |          |
| 半径 (R☉)    | 16.5 ± 1         | 6.5 +2 −1.5    | 10.4 ±2        |          |
| 光度 (L☉)    | 190,000 (105.28) | 16,000 (104.2) | 63,000 (104.8) |          |
| 表面温度 (K) | 29,500 ± 500     | 25,600 ± 3,000 | 28,400 ± 1,500 |          |

## 名称
学名はδ Orionis (略称はδ Ori) 。固有名ミンタカ (Mintaka) の由来は、アラビア語で「ジャウザーの帯」という意味の「ミンタカ・アル＝ジャウザー」 ( منطقة الجوزاء Minṭaqa al-Jawzā) (منطقة Minṭaqa 帯・ベルト)を語源としている。2016年7月20日、国際天文学連合の恒星の固有名に関するワーキンググループは、Mintaka をオリオン座δ星Aaの固有名として正式に承認した。
10世紀に活躍した天文学者アブドゥッラフマーン・スーフィーの『星座の書 ( Kitāb Ṣuwar al-Kawākib ) 』では、「ジャッバール (al-Jabbār 巨人) すなわちジャウザーの星座」 (kawākib al-Jawzā') は37の星から成り立っており、そのうち第26星、第27星、第28星がオリオン座の三ツ星に当たるとしている。この三ツ星に対して、「ジャウザーの帯」という意味のミンタカ・アル＝ジャウザー ( منطقة الجوزاء Minṭaqa al-Jawzā' ) やニターク・アル＝ジャウザー ( نطاق الجوزاء Niṭāq al-Jawzā') 、またはニザーム ( النظام al-Niẓām 真珠の紐、首飾り) 」、ナズム ( النَظم al-Naẓm) 、ナズム・アル＝ジャウザー ( نَظم الجوزاء Naẓm al-Jawzā' ジャウザーの真珠の紐、首飾り) 、ファカール・アル＝ジャウザー ( فقار الجوزاء Faqār al-Jawzā' ジャウザーの背骨) などの呼び名を伝えている。このうち現在のδ星にあたるのは第26星であり、「帯にある明るい三ツ星のうち、一番前のもので、２等星である」と説明されている。